# Sydamerikanska mästerskapet i fotboll för damer 1991
Sydamerikanska mästerskapet i fotboll för damer 1991 spelades i Maringá, Brasilien. Det var den första upplagan av mästerskapet och avgjorde vem som skulle få CONMEBOL:s plats till VM 1991. Tre lag deltog i mästerskapet: Brasilien, Chile och Venezuela. De möttes i ett gruppspel, där Brasilien vann två matcher och blev mästare. Adri från Brasilien gjorde 4 mål och blev meste målskytt.

## Resultat
| Nr | Lag       | S | V | O | F | GM | IM | MS  | P |
| -- | --------- | - | - | - | - | -- | -- | --- | - |
| 1  | Brasilien | 2 | 2 | 0 | 0 | 12 | 1  | +11 | 4 |
| 2  | Chile     | 2 | 1 | 0 | 1 | 2  | 6  | −4  | 2 |
| 3  | Venezuela | 2 | 0 | 0 | 2 | 0  | 7  | −7  | 0 |

| 1 | 28 april 1991 | Brasilien                                                                     | 6 – 0 | Venezuela   | Estádio Regional Willie Davids |         |
|   |               | Roseli ?′ Adriana ?′, ?′ Márcia Taffarel ?′ Elane ?′ Marisa Pires Nogueira ?′ |       | ?′ Ada Cruz | Maringá                        | Maringá |
|   |               |                                                                               |       |             | Maringá                        | Maringá |
|   |               |                                                                               |       |             | Maringá                        | Maringá |

| 2 | 1 maj 1991 | Chile | 1 – 0 | Venezuela | Estádio Regional Willie Davids |         |
|   |            | ?′    |       |           | Maringá                        | Maringá |
|   |            |       |       |           | Maringá                        | Maringá |
|   |            |       |       |           | Maringá                        | Maringá |

| 3 | 5 maj 1991 | Brasilien                  | 6 – 1 | Chile      | Estádio Regional Willie Davids |         |
|   |            | Adriana ?′, ?′ ?′ ?′ ?′ ?′ |       | ?′ Infante | Maringá                        | Maringá |
|   |            |                            |       |            | Maringá                        | Maringá |
|   |            |                            |       |            | Maringá                        | Maringá |